# Kama-sutra

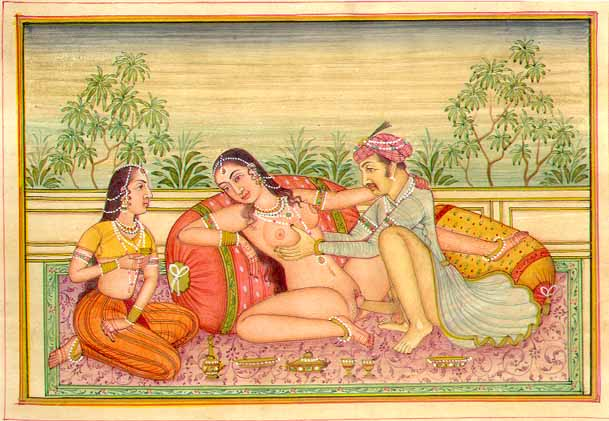

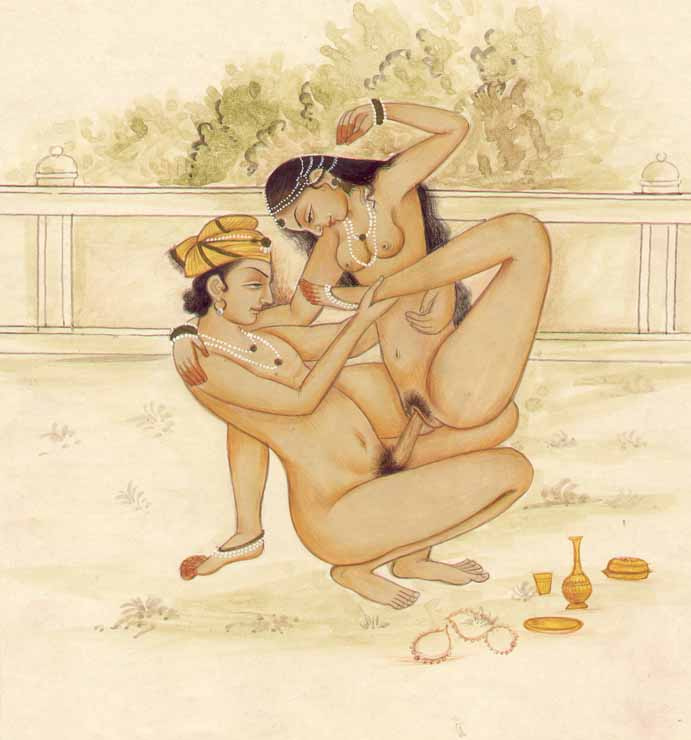
Kama sutra.

El Kāma-sūtra (काम-सूत्र romanizado kāma-sūtra (escuchar)ⓘ lit.  kāma ‘placer/deseo sexual’ y sūtra, ‘hilo, frase corta’.) es un antiguo texto hinduista que trata sobre el comportamiento sexual humano; el cual destaca por las posturas corporales a realizar en su práctica.
Considerado como el trabajo básico sobre el amor en la literatura sánscrita, fue escrito por Vatsiaiana. El título completo es Vātsyāyana kāma sūtra ('Los aforismos sobre la sexualidad, de Vatsiaiana’). Cronológicamente se sitúa al autor en el periodo Gupta (que se desarrolló entre el 240 y el 550 d. C.).
Se trata de una compilación que recoge gran parte del conocimiento que contenían numerosos textos anteriores a él, que se remontan hasta el siglo VIII a. C. y que se han perdido. éstos a su vez eran herederos del primer texto de las artes eróticas que no ha llegado a conservarse: el legendario Kāma Śāstra.
El Kāma Sūtra es una obra de marcado sentido didáctico destinado a la educación de los jóvenes de una élite urbana y de la corte, en las artes del amor y del erotismo. Su objetivo consistía en alcanzar la felicidad en la vida social, en el deleite de distintas artes y con la pareja en lo sexual.
A lo largo del tiempo se han publicado diversas versiones. Originalmente, cualquiera de las versiones con ilustraciones (dentro del libro o en la portada) se dibujaron a mano; en la actualidad existen versiones con ilustraciones fotográficas reales e incluso con videos eróticos educativos.

## Capítulos

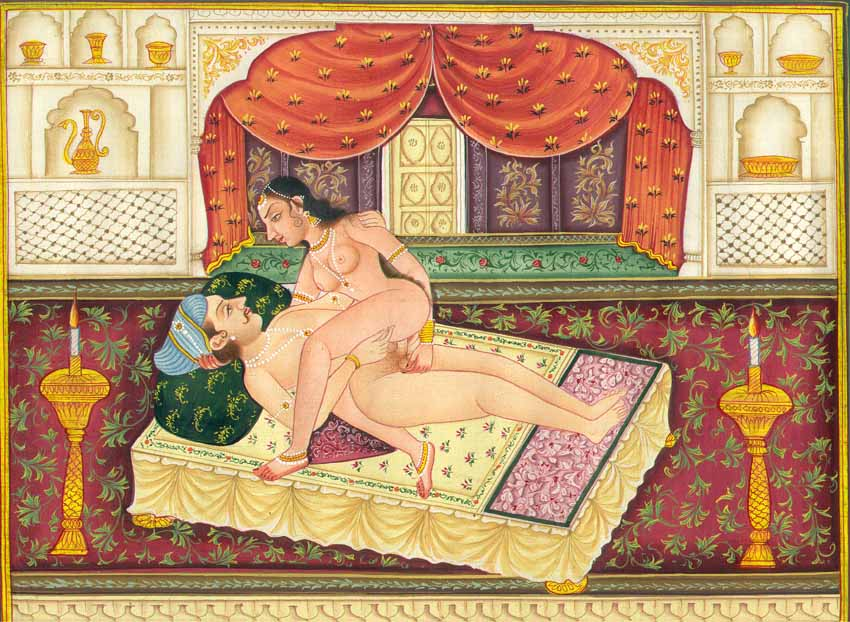

El Kama sutra se compone de 36 capítulos que versan sobre 7 temas diferentes, cada uno de los cuales fue escrito por un experto en el campo. Los temas son:
1. «Introducción» (4 capítulos): sobre el sexo en general, su lugar en la vida de un hombre, y una clasificación de las mujeres.
2. «Sobre el acto sexual»: una discusión en profundidad sobre los besos, varios tipos de juegos sexuales preliminares al acto sexual, orgasmos, una lista de posiciones sexuales, sexo oral, tabúes y tríos.
3. «Sobre la elección de una esposa» (5 capítulos): el cortejo y el matrimonio.
4. «Sobre la esposa» (2 capítulos): la conducta adecuada de una esposa.
5. «Sobre las esposas de otros» (6 capítulos): principalmente sobre la seducción.
6. «Sobre las cortesanas» (6 capítulos).
7. «Sobre atraer a otras personas» (2 capítulos).

## Posiciones y maneras de hacer el amor
Vatsiaiana creía que hay 12 maneras básicas de hacer el amor y 8 posiciones o posturas (asanas) principales. El Kama sutra tiene un total de 64 «obras o dibujos», nombre que da el autor a la combinación de una manera de hacer el amor con una posición. El capítulo que enumera las múltiples artes es el más conocido, y es un error muy común confundir este con el Kama sutra cuando en realidad es sólo una parte de él.

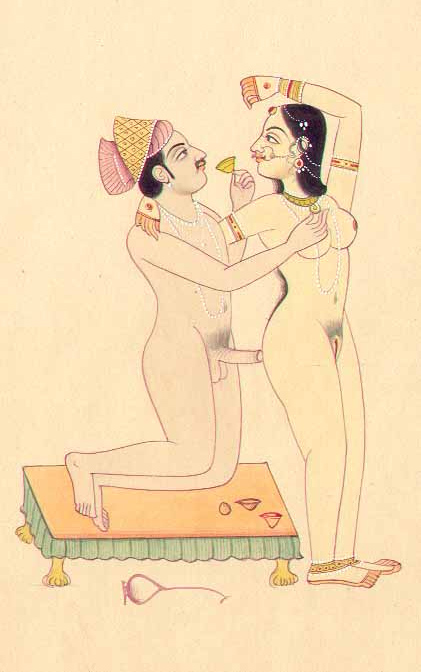
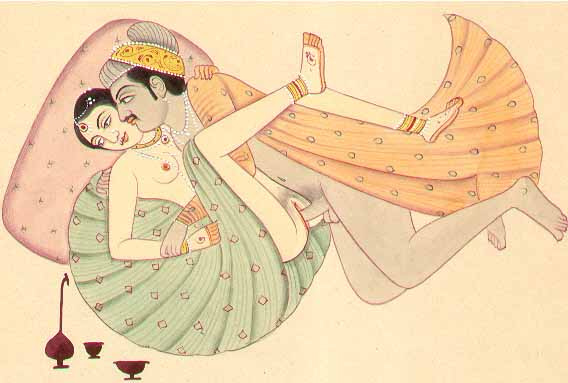
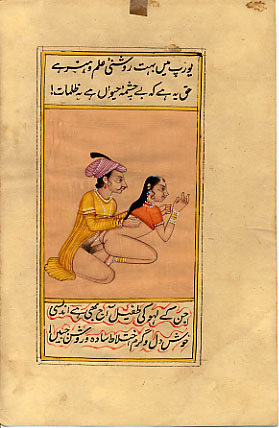
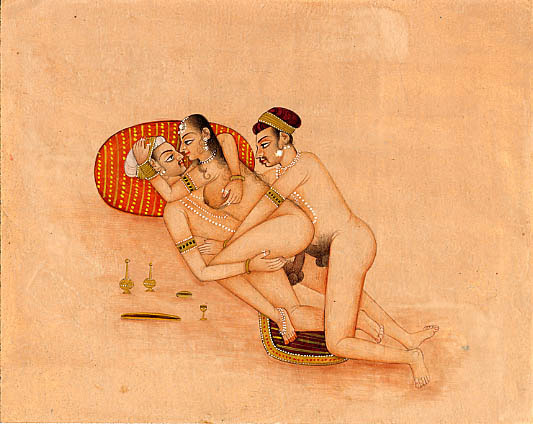

## Placer
El resto del libro ofrece consejos sobre cómo ser un buen ciudadano y muestra algunas ideas sobre las relaciones entre hombres y mujeres. El Kama sutra define el sexo como una «unión divina». Vatsiaiana creía que el sexo por sí mismo no era algo «malo», pero practicarlo de manera frívola sí era pecaminoso. El Kama sutra ha ayudado a muchas personas a disfrutar del sexo a un nivel más profundo, y puede considerarse una guía técnica para el disfrute sexual, así como un esbozo de las prácticas sexuales en la India durante esa época.
La traducción al inglés más famosa es la de Sir Richard Francis Burton, que data de 1883. Otra traducción importante es la de Indra Shina, realizada en los años 1970.